# August Immanuel Cunitz
August Immanuel Cunitz auch Anton Immanuel Cunitz (* 2. Juli 1767 in Eisenach; † 2. Oktober 1826 ebenda) war ein deutscher Mediziner.

## Leben

### Familie
August Immanuel Cunitz verlor in der Kindheit bereits früh seinen Vater, sodass seine Mutter ihn allein aufzog.
Er war verheiratet.

### Werdegang
August Immanuel Cunitz besuchte das Gymnasium (siehe Martin-Luther-Gymnasium) in Eisenach und immatrikulierte sich 1787 zu einem Medizinstudium an der Universität Jena. 1790 promovierte er bei Justus Christian Loder mit seiner Dissertation Problemata quaedam de contagione zum Dr. med.
1800 wurde er zum Brunnenarzt im Kurbad Ruhla ernannt und erhielt zugleich den Titel eines Bergrats des Herzogtums Sachsen-Weimar.
Er bekam 1807 das Landphysikat im Oberamt Eisenach und 1819 wurde er im Großherzogtum Sachsen-Weimar-Eisenach Obermedizinalrat mit Sitz und Stimme in der Landesdirektion; er war bereits vorher Mitglied der Sanitätskommission geworden.
Wenn sich der großherzogliche Hof auf dem Landsitz Wilhelmsthal bei Eisenach aufhielt, war er der Leibarzt des Fürsten und dessen Familie.

## Mitgliedschaften
August Immanuel Cunitz war Mitglied der Mineralogischen Gesellschaft zu Jena.

## Ehrungen und Auszeichnungen
August Immanuel Cunitz erhielt vom Großherzog Carl August 1819 das Ritterkreuz des Falkenordens.

## Schriften (Auswahl)
- Problemata quaedam de contagione. Jena, 1790.
- Über das Bad zu Ruhla. Eisenach, 1804 (Digitalisat).
- Ueber die Sucht Arzt zu werden. Gotha, 1808 (Digitalisat).